# بني عقيل (ريمة)

تعديل مصدري - تعديل

قرية بني عقيل

هي إحدى قرى عزلة بكال الواقعة ضمن مديرية مزهر التابعة لمحافظة ريمة، بلغ تعداد سكانها (1751) نسمة حسب تعداد اليمن لعام 2004.

## المحلات التابعة للقرية
- الطوال
- الشريح
- الساقية
- البير
- الحمام
- القرنة
- المحزيمه
- دار الصفاء
- يتخه
- الدار
- العدنه
- الاحقل
- العرقة
- لكمه
- المحلة
- شنصر
- المتقع
- حنون
- ثتمه
- السهل
- بني عقيل السفلى
- حمشد
- الجور
- المغربه
- البرح

## روابط خارجية
- الدليل الشامــل